# Altes Kaufhaus (Lüneburg)

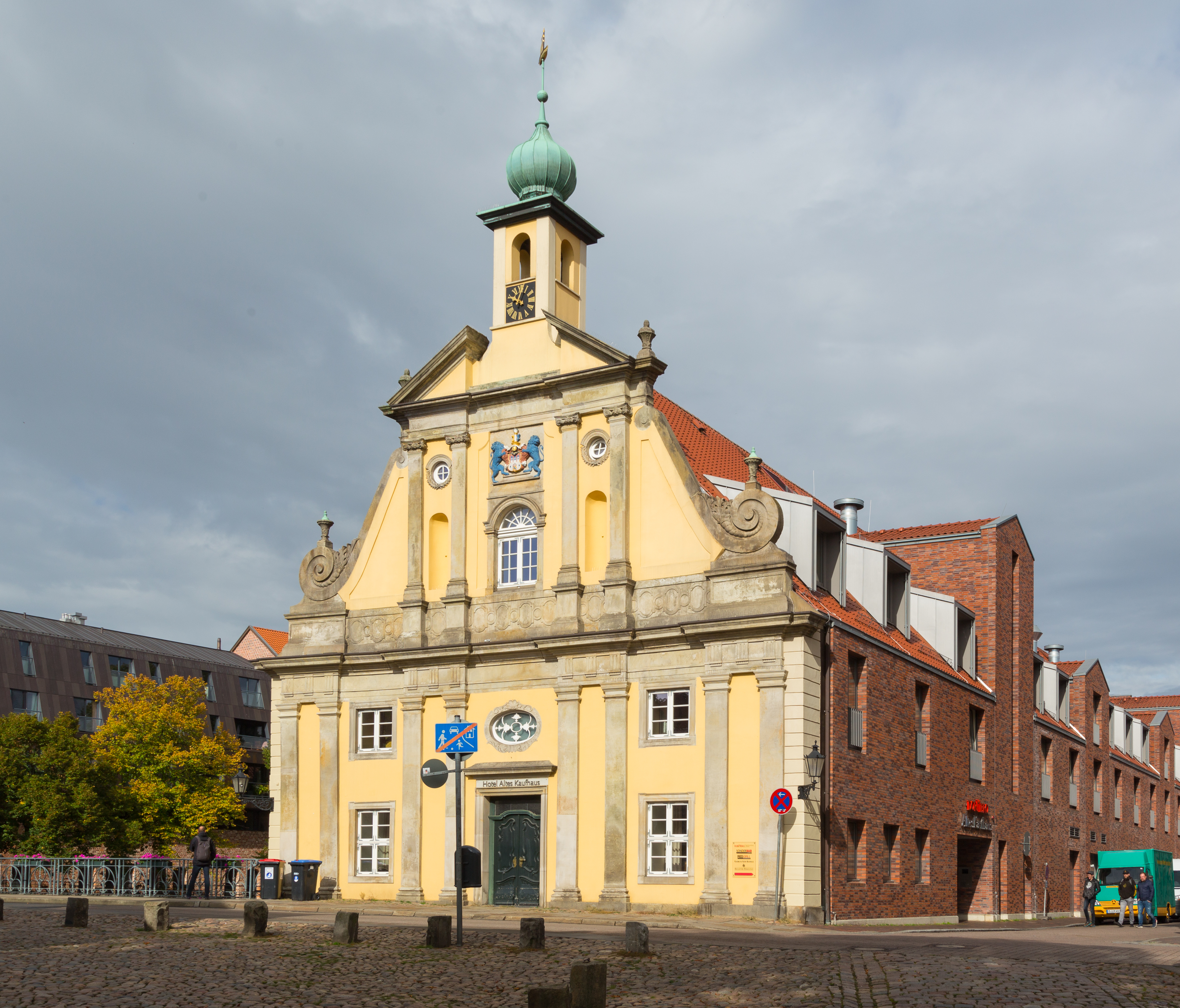
Altes Kaufhaus (2020)

Alter Kran und Altes Kaufhaus um 1900

Das Alte Kaufhaus, auch als Dat Heringshus bekannt, steht im Bereich des alten Hafens von Lüneburg direkt neben dem Alten Kran. Es spielte eine bedeutende Rolle im Handel der Stadt, insbesondere im Zusammenhang mit dem gewinnbringenden Ostseehering. Händler transportierten das Lüneburger Salz über die Ilmenau nach Lübeck und brachten auf dem Rückweg Heringe mit, die zusammen mit Stinten im Alten Kaufhaus verkauft wurden. In den historischen Waren- und Zolllisten sind neben Fisch und Fleisch die verschiedensten Güter verzeichnet, wie zum Beispiel Getreide, Hopfen, Malz, Wein, Bier, Tuche, Wolle, Felle, Holz, Metalle, Glas und Gewürze.
Im Jahr 1742 erhielt das Kaufhaus seine barocke Fassade, die nach einer verheerenden Brandstiftung im Jahr 1959 als einziges Bauteil gerettet werden konnte. Die Fassade des Kaufhauses ist von einem für Norddeutschland ungewöhnlichen Zwiebelturm gekrönt. Die goldene Wetterfahne zeigt einen sogenannten Ewer, ein etwa 18 Meter langes Flussschiff mit geringem Tiefgang. Ein original nachgebauter Ewer ist an der Kaimauer der Ilmenau vertäut.
Nachdem das übrige Gebäude durch den Brand von 1959 zerstört war, wurde es durch einen Neubau für die Feuerwehr ersetzt. Heute wird das Alte Kaufhaus als Hotel genutzt. Darüber hinaus beherbergt das Gebäude Kunst- und Ausstellungsräume, die für kulturelle Veranstaltungen genutzt werden.